# Billy Konchellah
William „Billy“ Konchellah (* 20. Oktober 1961 in Kilgoris, Rift Valley) ist ein ehemaliger kenianischer Mittelstreckenläufer, der 1987 und 1991 Weltmeister im 800-Meter-Lauf wurde.

## Leben
Im Gegensatz zu den meisten kenianischen Spitzenathleten ist Konchellah nicht vom Stamm der Nandi, sondern ein Massai. Er begann seine Leichtathletikkarriere als 400-Meter-Läufer. So stellte er 1979 im Alter von nur 17 Jahren einen heute noch gültigen Juniorenafrikarekord von 45,38 s auf. Schnell zeigte sich aber sein Talent auf den 800 Meter. Anfangs stand er noch im Schatten seines Landsmannes Mike Boit und des übermächtigen Briten-Trios Sebastian Coe, Steve Ovett und Steve Cram, die Rekorde und Titel bis Mitte der 1980er Jahre unter sich aufteilten. So war Konchellah beispielsweise der Tempomacher bei Coes Weltrekordlauf über 800 Meter 1981 in Florenz.
1984 bei den Olympischen Spielen in Los Angeles trat Konchellah erstmals über 800 Meter ins Rampenlicht. In dem von Joaquim Cruz in olympischer Rekordzeit gewonnenen Finale lief Konchella in 1:44,03 min auf den vierten Rang. 1985, einem Jahr ohne internationale Meisterschaften, setzte er seinen Weg in die Weltspitze fort, unterbot erstmals die 1:44 Minuten und beendete die Saison als Weltranglistensiebter.
Konchellah erwarb sich eine Reputation für beeindruckende Comebacks. Seine Karriere war durchzogen von vielen, durch schwere Erkrankungen bedingten Pausen. Doch selbst nach einer Tuberkuloseerkrankung und obwohl er unter schwerem Asthma litt, schaffte er es auch nach längeren Pausen immer wieder, in die Weltspitze zurückzukehren. 1986 war so ein verlorenes Jahr, in dem er nicht in der Weltjahresbestenliste notiert wurde.
Doch 1987 gelang ihm die glanzvolle Rückkehr. Bei den Weltmeisterschaften in Rom setzte er sich in der schnellsten Zeit des Jahres von 1:43,03 min gegen den Favoriten Peter Elliott durch und holte den Titel über 800 Meter. In den folgenden Jahren trieb ihn das Asthma fast in den vorzeitigen Ruhestand. Erst 1990 erkannten Spezialisten in den USA, dass Allergien die Ursache waren. Ein Umzug vom heimischen Kenia nach Albuquerque (USA) und eine Ernährungsumstellung brachten die erhoffte Besserung, und Konchellah begann wieder zu trainieren.
Bei den kenianischen Ausscheidungen für die Weltmeisterschaften 1991 in Tokio musste er noch dem Olympiasieger von 1988 Paul Ereng den Vortritt lassen. Doch in Tokio war Konchellah dann in absoluter Bestform. Im Finale wartete er taktisch klug auf die Fehler seiner Gegner und münzte sie in seinen eigenen Vorteil um. Während Ereng und der mitfavorisierte Brasilianer José Luiz Barbosa den Spurt zu früh anzogen, wartete Konchellah bis 150 Meter vor dem Ziel und sprintete ungefährdet zum Sieg in 1:43,99 min.
1992 war Konchellah nicht unter den 200 besten 800-Meter-Läufern des Jahres zu finden, seine Krankengeschichte erhielt ein neues Kapitel. Doch 1993 war er wieder in Form, um bei den Weltmeisterschaften in Stuttgart seinen Titel zu verteidigen. Nur als Vorlaufdritter, aber mit einem überzeugenden Halbfinalsieg erreicht er das 800-Meter-Finale. Hier lag er bis zur 600-Meter-Marke an letzter Stelle des Feldes, auf seinen gefürchteten Endspurt vertrauend. Tatsächlich lief er die letzten 200 Meter schneller als jeder andere Finalteilnehmer, doch der Vorsprung seines Landsmanns Paul Ruto und des Italieners Giuseppe D’Urso war zu groß, und Konchellah wurde nur Dritter. Im Ziel übte er harsche Selbstkritik und warf sich zu große Selbstsicherheit vor.
In den folgenden Jahren war Konchellah immer in den Weltjahresbestenlisten zu finden, erzielte aber keine Erfolge mehr bei internationalen Meisterschaften. 1997 meldete er Ambitionen auf eine weitere Weltmeisterschaftsmedaille an und traute sich sogar zu, Wilson Kipketer zu schlagen, doch schied er bereits im Halbfinale der kenianischen Weltmeisterschaftsausscheidungen aus.
2003 wurde Billy Konchellah vor einem britischen Gericht der Vergewaltigung angeklagt und schließlich 2004 wegen sexueller Nötigung verurteilt, die Strafe war durch die 14-monatige Untersuchungshaft abgegolten. Nur wenige Monate später, im März 2005 verurteilte ihn ein finnisches Gericht wegen eines drei Jahre zurückliegenden Vorfalls wegen Vergewaltigung, sexuellen Missbrauchs von Minderjährigen und Drogenvergehen zu einer zweieinhalbjährigen Haftstrafe.
Auch Billys Bruder Patrick Konchellah (Bestzeit 1:42,98 min) und Sohn Gregory (Bestzeit 1:42,78 min), der inzwischen unter dem Namen Yusuf Saad Kamel für das Scheichtum Bahrain startet, gehören zu den 25 schnellsten 800-Meter-Läufern aller Zeiten (Stand Juli 2008).

## Erfolge
- 1993: 3. Platz Weltmeisterschaften
- 1991: Weltmeister
- 1987: Weltmeister
- 1984: Afrikameister

## Bestleistungen
- 400 m: 45,38 s, 20. Juni 1979, Nairobi
- 800 m: 1:43,06 min, 1. September 1987, Rom